# Lycée Germaine-Tillion (Le Bourget)
Ne doit pas être confondu avec le lycée Germaine-Tillion de Montbéliard
Le lycée Germaine-Tillion, anciennement lycée du Bourget, est un établissement d'enseignement secondaire public. Il est situé au 48 bis rue Anizan Cavillon au Bourget, dans le département de la Seine-Saint-Denis dans la région d'Île-de-France.
L'établissement est inauguré en septembre 2014. Il accueille plus de 700 élèves de la seconde à la terminale et abrite en ses murs, le Microlycée 93 réservés aux élèves en décrochage scolaire.
Le lycée a obtenu le prix de l'Innovation 2017 de l'Éducation nationale dans la catégorie Écoles et établissements.
L'établissement est couramment désigné sous le sigle LGT.

## Histoire

### Origine
Avant d’être un lycée, cet établissement, bâti dans les années 1930, a été successivement une école normale d'institutrice, devenue un institut universitaire de formation des maîtres, puis utilisé comme centre départemental de documentation pédagogique. L'établissement ferme ses portes dans les années 2000et est acquis par la région Île-de-France en 2010. Les travaux de rénovation et d'agrandissement sont lancés en 2012. Il a été rénové par les architectes Hubert et Roy.
Le lycée ouvre en septembre 2014 avec 240 élèves de seconde et devient le 65e lycée public en Seine-Saint-Denis.
Il accueille le lycée général et technologique ainsi qu'un microlycée pour élèves décrocheurs. Le député-maire de Drancy, Jean-Christophe Lagarde, exprima sa colère car, prévu pour 1 200 élèves, le nouveau lycée du Bourget n'en accueille que 650 lors de son ouverture.
En 2016, les autorités d'Île-de-France renomment l'école en hommage à Germaine Tillion.

### Aujourd'hui
Depuis septembre 2018, le lycée Germaine-Tillion est un LéA, un Lieu d’éducation Associé à l’Institut français d’éducation.

## Classements et résultats

### Classements
En 2018, le lycée se place 26e dans le département de la Seine-Saint-Denis, 109e dans la région d'Île-de-France et 191e en France selon le « Palmarès des Lycées » du Parisien. En 2022 (à partir des données du bac de 2021), le lycée se place 3e dans le département de la Seine-Saint-Denis, 3e dans la région d'Île-de-France et 2e en France.

### Résultats
Taux de succès pour le bac général et technologique:
| Année | Effectif | Taux de réussite | Taux de mention |
| ----- | -------- | ---------------- | --------------- |
| 2022  | 238      | 98 %             | 60 %            |
| 2021  | 228      | 99%              | 80%             |
| 2020  | 249      | 99%              | 69%             |
| 2019  | 236      | 83%              | 28%             |
| 2018  | 248      | 77%              | 20%             |
| 2017  | 203      | 76%              | 24%             |

## Campus
Le bâtiment des années 1930 a été rénové pour un coût de 28,51 millions d'euros,

### Centre de documentation et d'information
Un Centre de Documentation et d'Information (CDI) est à disposition des élèves, cela leur permet d'emprunter différents ouvrages et avoir accès à internet grâce aux ordinateurs présents à l'intérieur et un poste radio.[réf. nécessaire]

## Partenariat
Le lycée Germaine Tillion est en partenariat à des grandes écoles comme l'Institut d'études politiques de Paris et l'ESSEC[réf. nécessaire].